# Rainer Schönfelder
Rainer Schönfelder (Bleiburg, 13 juni 1977) is een Oostenrijks voormalig alpineskiër. In het seizoen 2003-2004 won hij de wereldbeker in het onderdeel slalom. Hij behaalde eveneens twee bronzen medailles op de Olympische Winterspelen van 2006 in Turijn.

## Skicarrière
Rainer Schönfelder debuteerde in de wereldbeker in het seizoen 1995-1996 en eindigde toen als 115e in de algemene rangschikking. Zijn beste prestatie in de algemene wereldbeker volgde in het seizoen 2003-2004 toen hij als 10e eindigde, onder meer dankzij zijn eindoverwinning in het onderdeel slalom.
Naast dit succes behaalde hij ook twee bronzen medailles (op de combinatie en de slalom) op de Olympische Spelen van 2006 in Turijn en een 4e plaats (op de combinatie) op de Olympische Spelen van 2002 in Salt Lake City.
Op 24 maart 2004 werd Schönfelder betrapt op het gebruik van Etilefrine na het Oostenrijks kampioenschap slalom. Hij werd evenwel nooit geschorst omdat hij later kon bewijzen dat hij het product onbewust innam om de griep te behandelen.

## Trivia
- In zijn thuisland behaalde Schönfelder ook succes als zanger, vooral met een coverversie van "Schifoan" (wat skiën betekent) van de Oostenrijkse zanger Wolfgang Ambros.
- Schönfelder skiede ooit naakt nadat een weddenschap met zijn fysiotherapeut verloor.

## Resultaten

### Titels
- Wereldkampioen combinatie bij de junioren - 1996
- Wereldkampioen reuzenslalom bij de junioren - 1996
- Oostenrijks kampioen combinatie - 1996
- Oostenrijks kampioen super G - 2008

### Olympische Spelen
| Jaar | Plaats         | Resultaten                            |
| ---- | -------------- | ------------------------------------- |
| 2002 | Salt Lake City | 4e Combinatie DNF1 Slalom             |
| 2006 | Turijn         | Slalom · Combinatie · 8e Reuzenslalom |

### Wereldkampioenschappen
| Jaar | Plaats                 | Resultaten                                  |
| ---- | ---------------------- | ------------------------------------------- |
| 2001 | Sankt Anton am Arlberg | 4e Combinatie 6e Slalom                     |
| 2003 | Sankt Moritz           | 10e Combinatie DNF1 Slalom                  |
| 2005 | Bormio                 | Slalom · Landenwedstrijd · 8e Reuzenslalom  |
| 2007 | Åre                    | 16e Combinatie 25e Reuzenslalom DNF1 Slalom |

### Wereldbeker

#### Eindklasseringen
| Seizoen   | Algm | AD  | SL     | RS  | SG  | SC |
| --------- | ---- | --- | ------ | --- | --- | -- |
| 1995/1996 | 115e | -   | -      | 39e | -   | -  |
| 1998/1999 | 63e  | -   | 24e    | -   | -   | -  |
| 1999/2000 | 25e  | -   | 7e     | 29e | -   | -  |
| 2000/2001 | 28e  | -   | 9e     | 36e | -   | -  |
| 2001/2002 | 26e  | -   | 5e     | -   | -   | -  |
| 2002/2003 | 16e  | -   | Brons  | 31e | -   | -  |
| 2003/2004 | 10e  | -   | Goud   | 21e | -   | -  |
| 2004/2005 | 14e  | -   | Zilver | 21e | -   | -  |
| 2005/2006 | 14e  | -   | 14e    | 13e | 35e | 4e |
| 2006/2007 | 34e  | -   | 26e    | 18e | -   | 8e |
| 2007/2008 | 15e  | 29e | 17e    | 20e | 53e | 5e |
| 2008/2009 | 123e | -   | 59e    | 49e | -   | -  |
| 2009/2010 | 127e | -   | 50e    | -   | -   | -  |
| 2011/2012 | 113e | -   | 42e    | -   | -   | -  |

#### Wereldbekerzeges
| Datum            | Plaats      | Discipline |
| ---------------- | ----------- | ---------- |
| 6 februari 2000  | Todtnau     | Slalom     |
| 20 januari 2002  | Kitzbühel   | Slalom     |
| 24 november 2002 | Park City   | Slalom     |
| 8 maart 2003     | Shiga-Kogen | Slalom     |
| 8 februari 2004  | Adelboden   | Slalom     |